# هواپیمایی پادشاهی اردن
هواپیمایی پادشاهی اردن (به عربی: الملكية الأردنية) (به انگلیسی: Royal Jordanian) شرکت هواپیمایی حامل پرچم اردن است، که مقر اصلی آن در شهر امان قرار دارد.
این شرکت پروازهای برنامه‌ریزی شده‌ای از مقر اصلی خود در فرودگاه بین‌المللی ملکه علیا به چهار قاره جهان دارد. الملکیه الاردنیه عضو پیمان حمل و نقل هوایی عربی و پیمان همکاری وان‌ورلد است. در حال حاضر این شرکت هواپیمایی بیش از ۵۰۰ پرواز در هفته با میانگین بیش از ۱۱۰ پرواز در روز، انجام می‌دهد. در سال ۲۰۰۷ میلادی از سوی ایرفاینانس جورنال، کاندیدای بهترین خطوط پروازی سال شد.

## کمپین‌های تبلیغاتی
| شعار                                                                                              | سال آغاز   | سال پایان |
| ------------------------------------------------------------------------------------------------- | ---------- | --------- |
| "From Jordan to the world" از اردن به جهان                                                        | ۱۹۶۳       | ۱۹۶۸      |
| "Excellence in air" تعالی در آسمان                                                                | ۱۹۶۸       | ۱۹۷۴      |
| "Journey in Royalty" and "The way you want to fly" با الملکیه، به روشی که دوست دارید، پرواز کنید. | ۱۹۷۴       | ۲۰۰۵      |
| "Change is in the air" تغییر، در آسمان است                                                        | ۲۰۰۶       | ۲۰۰۸      |
| "You're There." شما آنجایید                                                                       | ۲۰۰۸       | ۲۰۱۰      |
| "The Art of Flying" هنر پرواز                                                                     | اواخر ۲۰۱۰ | تا کنون   |

## آمار
این آمار براساس گزارش منتشر شده از الملکیه الاردنیه در سال ۲۰۰۹ تهیه شده‌است.
| سال  | مسافت‌پروازی (کیلومتر) | پروازها | ساعت‌پرواز | مسافران   | Seat factor | کارکنان | سود/زیان            |
| ---- | --------------------- | ------- | --------- | --------- | ----------- | ------- | ------------------- |
| ۲۰۰۲ | ۳۷٬۷۶۷٬۷۰۹            | ۱۷٬۰۹۶  | ۵۵٬۹۷۰    | ۱٬۳۳۹٬۷۷۹ | ۶۶٪         | ۳٬۰۰۸   | زیان 3,044,000 JOD  |
| ۲۰۰۳ | ۳۶٬۹۳۳٬۴۶۲            | ۱۶٬۲۰۲  | ۵۴٬۹۷۲    | ۱٬۴۰۴٬۵۸۸ | ۶۸٪         | ۳٬۱۶۲   | زیان 9,753,000 JOD  |
| ۲۰۰۴ | ۴۴٬۵۵۷٬۳۷۷            | ۱۹٬۱۴۸  | ۶۶٬۰۰۴    | ۱٬۷۳۶٬۶۳۷ | ۷۱٪         | ۳٬۳۱۳   | سود 15,327,000 JOD  |
| ۲۰۰۵ | ۴۵٬۵۵۷٬۳۷۷            | ۲۰٬۷۷۷  | ۶۸٬۸۸۳    | ۱٬۸۲۱٬۳۲۹ | ۶۹٪         | ۳٬۵۵۷   | سود 20,516,000 JOD  |
| ۲۰۰۶ | ۵۲٬۲۷۴٬۹۱۷            | ۲۵٬۶۶۱  | ۷۷٬۳۷۴    | ۲٬۰۰۴٬۵۵۹ | ۶۶٪         | ۳٬۷۹۹   | سود 6,135,000 JOD   |
| ۲۰۰۷ | ۵۶٬۰۵۵٬۸۰۳            | ۳۰٬۲۴۴  | ۸۸٬۳۷۸    | ۲٬۲۸۸٬۰۰۰ | ۷۱٪         | ۴٬۲۷۵   | سود 24,111,000 JOD  |
| ۲۰۰۸ | ۶۴٬۳۷۹٬۰۵۸            | ۳۴٬۲۸۵  | ۱۰۱٬۳۸۱   | ۲٬۷۰۱٬۰۰۰ | ۷۲٪         | ۴٬۵۰۷   | زیان 23,400,000 JOD |
| ۲۰۰۹ | ۶۶٬۰۱۷٬۳۹۱            | ۳۵٬۷۱۵  | ۱۰۵٬۵۷۹   | ۲٬۶۶۸٬۵۹۰ | ۶۸٪         | ۴٬۳۹۹   | سود 28,614,000 JOD  |
| ۲۰۱۰ | TBA                   | 39,000  | 112,969   | 3,000,000 | ۷۱٪         | TBA     | سود 9,600,000 JOD   |

- کیلومترهای پروازی ۲۰۰۹: ۶۶٬۰۱۷٬۳۹۱ ( ۲٫۴۸٪)
- تعداد پروازها ۲۰۰۹: ۳۵٬۷۱۵ ( ۱٬۴۳۰)
- ساعت‌های پروازی ۲۰۰۹: ۱۰۵٬۵۷۹ ( ۳٫۹۸٪)
- مجموع مسافران ۲۰۰۹: ۲٬۶۶۸٬۵۹۰ ( ۱٫۲۰٪)
- Seat factor 2009: 68%. ( ۴٪)
- کارکنان ۲۰۰۹: ۴٬۳۹۹ ( ۱۰۸)

| سال  | مسافران | کارگو  | اضافه بار | ایرمایل |
| ---- | ------- | ------ | --------- | ------- |
| ۲۰۰۵ | ۲۸۵٬۹۱۳ | ۴۵٬۹۴۴ | ۴٬۴۱۳     | ۲٬۳۶۴   |
| ۲۰۰۶ | ۲۹۴٬۲۳۷ | ۴۳٬۳۲۶ | ۴٬۸۹۱     | ۲٬۸۵۱   |

- پروازهای مسافری برنامه‌ریزی شده ۲۰۰۶: ۲۹۴٬۲۳۷ ( ۲٫۸۳٪)
- پروازهای باربری برنامه‌ریزی شده ۲۰۰۶: ۴۳٬۳۲۶ ( ۵٫۷۰٪)
- Scheduled excess baggage flights 2006: 4,891 ( ۹٫۷۷٪)
- Scheduled airmail flights 2006: 2,851 ( ۱۷٫۰۸٪)

## مقصدهای پروازی

مقصدهای پروازی الملکیه الاردنیه.

### مقصدهای مشترک با دیگر خطوط هواپیمایی
الملکیه الاردنیه با شرکت‌های هواپیمایی زیر قرارداد نماد مشترک دارد:
| - امریکن ایرلاینز (وان‌ورلد) - بریتیش ایرویز (وان‌ورلد) - گلف ایر - هواپیمایی ایبریا (وان‌ورلد) | - خطوط هوایی مالزی (وان‌ورلد) - مریدیانا فلای - عمان ایر - خطوط هوایی S7 (وان‌ورلد) | - خطوط هوایی سریلانکا (Future وان‌ورلد) - هواپیمایی سوریه - تاروم (اسکای‌تیم) |

## ناوگان

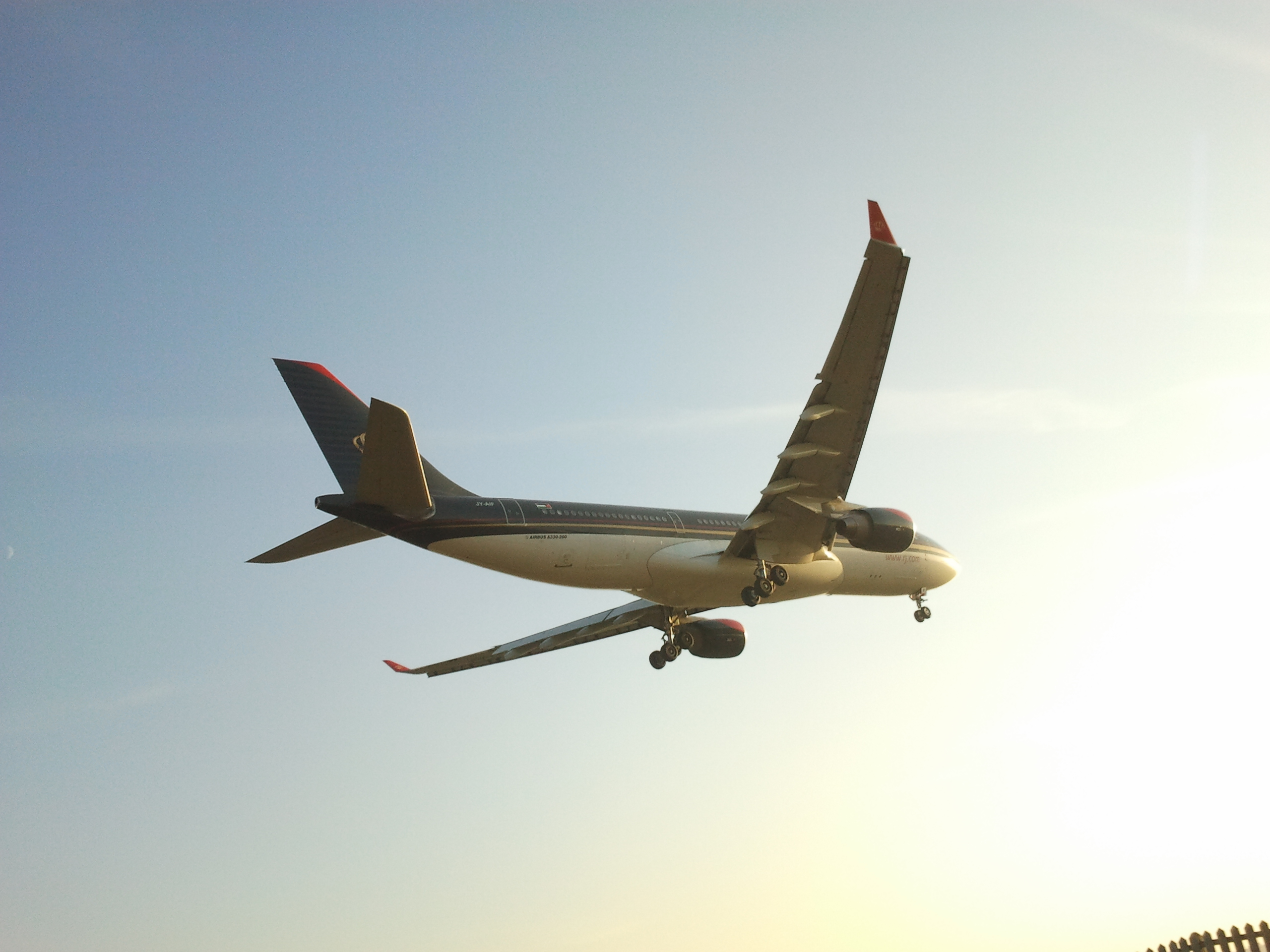
هوایپمای A330-200 متعلق به الملیکه در حال پرواز در مونترال

### ناوگان فعلی
ناوگان هوایی شرکت الملکیه الاردنیه بشرح ذیل است
در نوامبر ۲۰۱۲ میانگین عمر ناوگان الملکیه ۷٫۹ سال بوده‌است.

### ناوگان آینده
الملکیه الاردنیه تا پایان ۲۰۱۷ ۳۸ فروند هواپیمای جدید به ناوگان خود خواهد افزود که از این تعداد ۱۱ بویینگ ۷۸۷، ۴ ایرباس A319، ۸ ایرباس A321 و ۹ فروند امبرائرئی‌جت خواهد بود.

### کارگو

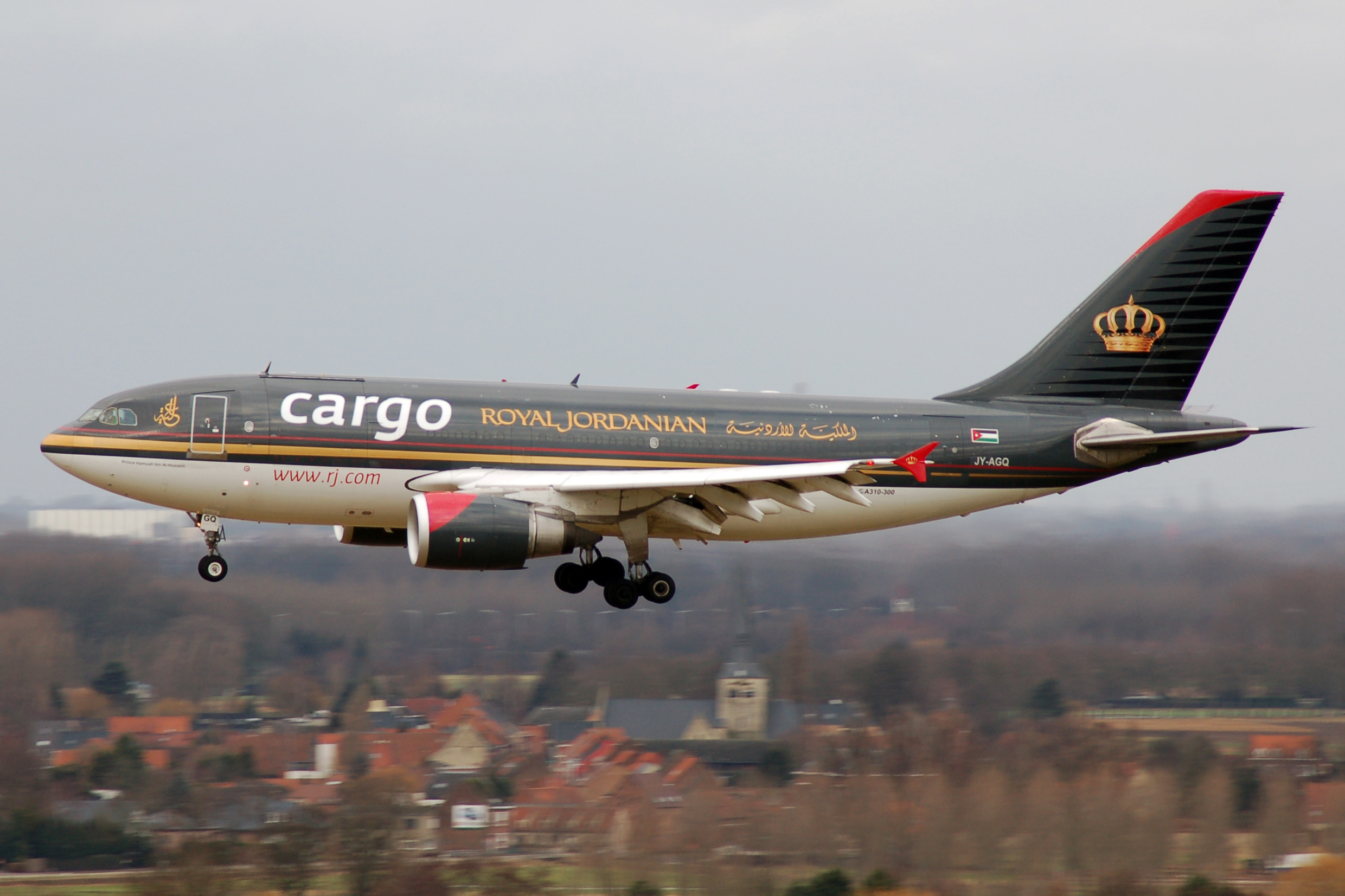
ایرباس A310-300F در نزدیکی بروکسل، بلژیک

شرکت حمل بار هوایی الملکیه (به عربی: الملكية الأردنية للشحن) وظیفه حمل و نقل هوایی بار به آفریقا، اروپا، آمریکای شمالی وخاورمیانه را بر عهده دارد. این شرکت همچنین به صورت چارتر به سرتاسر جهان خدمات کارگو ارائه می‌دهد. الملکیه کارگو در شهرهای آتن، بغداد، قاهره، دمشق، خارطوم، کویت، لارناکا، لندن، ماستریخت (مقر اروپایی الملکیه)، نیویورک، ریاض و تل‌آویو خدمات خود را ارائه می‌کند.

### ناوگان بازنشسته
الملکیه الاردنیه هواپیماهای ذیل را نیز به کار می‌گرفته‌است. :

### نام‌گذاری ناوگان
الملکیه نام شهرهای کشور اردن را برای هواپیماهای جدید خود انتخاب می‌کند، در حالی که در گذشته نام اعضای خاندان سلطنتی هاشمی را بر روی ناوگان قدیمی‌تر خود مانند ایرباس A340 و ایرباس A310 می‌گذارده است.

### رنگ آمیزی
رنگ بدنه ناوگان الملکیه، خاکستری تیره است که نام الملکیه الاردنیه به دو زبان انگلیسی وعربی به رنگ طلایی روی آن نوشته شده‌است. نوارهایی به رنگ قرمز روی بال‌ها وموتورهای هواپیماها ترسیم شده‌است. همچنین دو نوار به رنگ‌های طلایی و قرمز در پایین بدنه وجود دارد. از سال ۲۰۰۶ به بعد آرم سلطنتی اردن نیز روی هواپیما به کار گرفته شد.

## خدمات

### پذیرایی
نوشیدنی‌ها و غذاها در پروازهایی که از امان انجام می‌گیرد، توسط آلفا گروپ تهیه می‌شود. در پروازهایی که بیش از یک ساعت به طول می‌انجامد، غذای گرم سرو می‌شود ولی در پروازهای با مدت زمان کمتر، با اسنک و نوشیدنی از مسافران پذیرایی می‌شود. این پروازها به مقصدهای تل‌آویو، قاهره، بغداد، بیروت و عقبه انجام می‌شود.
الملکیه تنها شرکت هواپیمایی بین‌المللی است که به مسافران درجه توریستی خود، در پروازهای بیش از دو ساعت، امکان انتخاب یکی از سه نوع غذای گوشت گوساله، مرغ و ماهی را می‌دهد.
.

### سرگرمی‌های حین پرواز
سیستم سرگرمی خطوط پروازی الملکیه، سینمای آسمان یا "Sky Cinema" نام دارد.
- در قسمت درجه توریستی هواپیماهای A319, A320, A321, A330 and A340 همه مسافران از یک تلویزیون شخصی بهره‌مند هستند که به انتخاب خود می‌توانند فیلم وموسیقی مورد علاقه خود را استفاده نمایند(AVOD). در این سیستم مجموع‌ای از فیلم‌های سینمایی، موسیقی و بازی‌های کامپیوتری در اختیار مسافر قرار می‌گیرد.
- در کلاس کرون و در هواپیماهای A319، A320، A321، A330 و A340، سیستم AVOD مجموعه وسیع‌تری از فیلم‌ها، بازی‌ها وموسیقی‌ها را در اختیار مسافر قرار می‌دهد. دستگاه سرگرمی قابل حمل (IMS) تنها برای مسافران کلاس کرون هواپیماهای امبرائر در دسترس است. IMS در همه پروازهای بین‌المللی شرکت الملکیه برای مسافران کلاس کرون وجود دارد. IMS نیز به مانند AVOD مجموع‌ای از فیلم‌های سینمایی، موسیقی و بازی‌های کامپیوتری را در اختیار مسافر قرار می‌دهد. امکان استفاده از بازی‌های تعاملی در همه کلاس‌ها و در همه پروازها برای مسافران مهیا بوده وشبکه خبری سی‌ان‌ان نیز در اختیار همه آنان قرار می‌گیرد. از آنجا که پرواز از امان به شهرهای تل آویو، بیروت، و دمشق کمتر از ۴۵ دقیقه به طول می‌انجامد، سیستم AVOD این پروازها تنها اخبار سی ان ان، فیلم‌های کمدی ونمایش‌های پروازی کوتاه مدت و برخی بازی‌های کامپیوتری را در اختیار مسافر قرار می‌دهد، زیرا مدت اندک پرواز باعث خواهد شد که فیلم‌های بلند، نیمه‌تمام بمانند.

### صندلی‌ها
در کلاس کرون هواپیمایA340 از صندلی کاملاً پهن، با عرض ۸۳سانتی‌متر استفاده شده‌است.
در کلاس توریستی و در هواپیماهای امبرائر عرض صندلی‌ها ۳۲ اینچ و در هواپیماهای ایرباس ۳۴ اینچ است. تمامی صندلی‌های کلاس توریستی دارای جای‌پا برای راحتی مسافران، هستند.
در ایرباس‌های جدید ۳۳۰-۲۰۰، عرض صندلی‌های کلاس کرون ۶۲ اینچ وصندلی‍های کلاس نوریستی ۳۴ اینچ است.

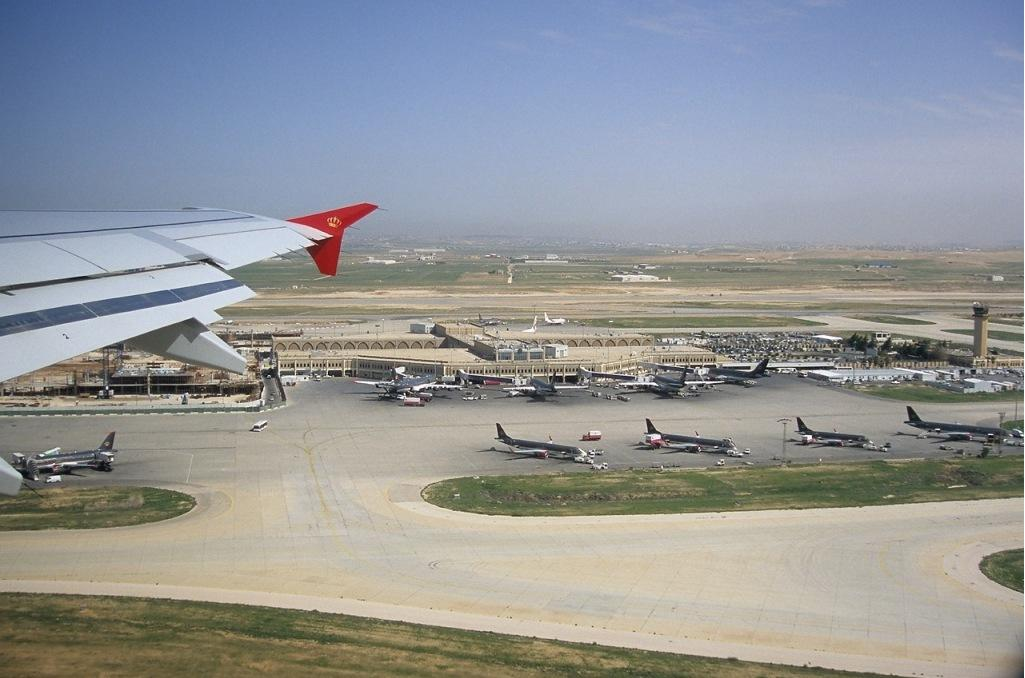
A320 در حال پرواز از فرودگاه بین‌المللی ملکه علیا